# Ботево (Врачанська область)
Бо́тево (болг. Ботево) — село у Врачанській області Болгарії. Входить до складу общини Хайредин.

## Населення
За даними перепису населення 2011 року у селі проживала 81 особа, з них 77 осіб (98,7%) — болгари.
Розподіл населення за віком у 2011 році:
Динаміка населення: